# Justin Welch
Pour les articles homonymes, voir Welch.
Justin Welch, né le 4 décembre 1972 à Nuneaton, est un batteur de rock et compositeur britannique, batteur d'Elastica puis de Lush.

## Biographie
Sa famille s'installe à Londres à la fin de son adolescence. Il apprend alors la batterie à la Tech Music Schools et dès le début des années 1990 joue pour de nombreux groupes dont Suede où il rencontre Justine Frischmann. Ensemble ils fondent alors Elastica (1992).
En 1996, il fonde en parallèle d'Elastica le groupe Me Me Me avec Alex James de Blur et Stephen Duffy. Le groupe réalise alors son premier single Hanging Around. 
A la séparation d'Elastica en 2001, il s'installe dans le Devon où il devient professeur de batterie. 
En 2012, il forme un duo avec James Atkin d'EMF, The Asbo Kid et joue de la batterie pour les groupes Das Fenster et Oscillator. Il fait partie en 2013 de la brève reformation de Suede pour cinq concerts en remplacement de Simon Gilbert malade. 
The Guardian annonce en septembre 2015 qu'il fait partie de la reformation de Lush. Après la tournée et la nouvelle séparation de Lush en 2016, il s'associe à Miki Berenyi, Kevin J McKillop de Moose et de Mick Conroy de Modern English pour former Piroshka.

## Discographie

### Albums
Avec Elastica
- Elastica (1995)
- Are Friends Electric? (1996)
- The Menace (2000)
- The Radio One Sessions (2001)

Avec Lush
- Blind Spot (2016)

Avec Pirosha
- Brickbat (2019)

Avec Stephen Duffy
- I Love My Friends (1998)

Single
- 2 Tone Techno (2012, The Asbo Kid)